# Frans amateurkampioenschap golf
Het Frans Amateurkampioenschap (Championnat de France Amateur) is een internationaal golftoernooi voor topamateurs. Het wordt op wisselende banen in Frankrijk gespeeld.
De trofee werd ter beschikking gesteld door de markies de Ganay, een van de oprichters van de Golf de Fontainebleau in 1909.
In Europa is het Brits amateurkampioenschap het belangrijkste toernooi voor deze groep spelers, in de Verenigde Staten is dat het US amateurkampioenschap. In al deze internationale amateurkampioenschappen kunnen de spelers punten verzamelen voor de World Amateur Golf Ranking. De spelers moeten zich met strokeplay rondes kwalificeren om mee te doen, waarna enkele rondes matchplay wordt gespeeld. Het winnen van het toernooi geeft de speler een wildcard voor het Open de France.

## Heren
| - 1911: Chick Evans - 1912: Michael Scott - 1913: Lord Charles Hope - 1914: Francis Ouimet - 1920: Tommy Armour - 1922: Michael Scott - 1947: Henri de Lamaze - 1948: Henri de Lamaze - 1949: Henri de Lamaze - 1950: Henri de Lamaze - 1954: Henri de Lamaze - 1955: Henri de Lamaze - 1956: Henri de Lamaze - 1957: Henri de Lamaze - 1958: Henri de Lamaze | - 1962: Alexis Godillot - 1977: Marc Farry - 1978: Gavan Levenson - 1985: Jean François Remesy - 1986: Jean van de Velde - 1989: Christian Cévaër - 1990: Olivier Edmond - 1994: Greg Chalmers - 1995: Raphaël Jacquelin - 1997: Grégory Havret - 1998: Grégory Havret - 1999: Grégory Havret - 2000: ? | - 2001: François Delamontagne - 2002: Eric Chaudouet - 2003: Vincent Simoni - 2004: Julien Millet - 2005: Sébastien Clement - 2006: Victor Dubuisson - 2007: Romain Bechu - 2008: Stanislas Gautier - 2009: Sean Einhaus - 2010: Antoine Schwartz - 2011: Alexander Levy - 2012: Lionel Weber - 2013: Adrien Saddier |

## Dames
| - 1983: Marie-Laure de Lorenzi - 1986: Marie-Laure de Lorenzi - 1992: Patricia Meunier-Lebouc | - 1995: Ludivine Kreutz - 1996: Cecilia Mourgue d’Algue - 1999: Marine Monnet-Melocco | - 2002: Virginie Beauchet - 2007: Caroline Afonso - 2009: Marion Ricordeau |

## Extra informatie
- 1912: Er deden 26 spelers mee, waaronder John G. Anderson uit Massachusetts, C.M. Amory uit Essex, François de Bellet (voormalig winnaar), R.L. Crummack van Royal Lytham, Sidney Fry, R. Hochster uit Jersey, A.S. Johnstone uit Londen, C.B. Macfarlane, J.B. Matterson uit Victoria, British Columbia, P.S. May van Walton Heath Golf Club, J.C. Parrish Jr, en de 19-jarige André Vagliano uit Frankrijk. Scott had enkele jaren in Australië gewoond en daar 14 toernooien gewonnen, inclusief vier keer het Australisch Amateur en twee keer het Australisch Open.
- 1913: Op La Boulie wint de 21-jarige Lord Hope (1910) van Royal St George op de 37ste hole van E.A. Lassen uit Bedford, voormalig winnaar van het Brits amateurkampioenschap.
- 1920: Tommy Armour was net naar de Verenigde Staten geëmigreerd. Een jaar later won hij met in een Brits team van de Verenigde Staten, in 1922 zou dit toernooi de Walker Cup genoemd worden.
- 2006: De 16-jarige Victor Dubuisson was de jongste winnaar ooit.
- 2008: Het record van Dubuisson werd verbroken door Stanislas Gautier, hij was pas 15 jaar.
- 2009: Tim Sluiter werd 2de, Wil Besseling 3de, Joost Luiten 4de. Einhaus is 18 jaar, komt uit Stuttgart en speelt van handicap +4,3; Hij speelde in 2008 in de Michael Bonallack Trofee [dode link].